# Kallidike (Königin der Thesproter)
Kallidike (altgriechisch Καλλιδίκη Kallidíkē) ist eine Frauengestalt der griechischen Mythologie. Sie war Königin der in Epirus gelegenen Landschaft Thesprotien und eine späte Gemahlin des Helden Odysseus.
Über die Verbindung von Kallidike und Odysseus berichtete das wohl im 6. Jahrhundert v. Chr. verfasste, heute verlorene Epos Telegonie, das Homers Odyssee fortsetzte. Ein Exzerpt aus der Telegonie ist in der Chrestomathie des Proklos erhalten. Auch die Epitome der Bibliotheke des Apollodor erwähnt Kallidike. Gemäß diesen Quellen machte sich Odysseus nach seiner Rückkehr nach Ithaka, der Tötung der Freier seiner Gattin Penelope und einer Reise nach Elis auf den Weg nach Thesprotien. Dort dämpfte er Poseidons Zorn, indem er diesem opferte, und ging eine Ehe mit der Königin Kallidike ein. So wurde er Herrscher ihres Landes und hatte mit ihr einen Sohn namens Polypoites. Er fungierte auch als erfolgreicher Feldherr der Thresproter in deren Krieg gegen den benachbarten thrakischen Stamm der Bryger. Während des Kampfes schritt der Kriegsgott Ares auf Seite der Bryger ein, stieß aber auf den Widerstand von Odysseus’ Schutzgöttin Athene; schließlich trennte Apollon die sich bekämpfenden Götter. Nach Kallidikes Tod wurde Polypoites König von Thesprotien, während Odysseus nach Ithaka heimkehrte, wo er bald darauf den Tod durch seinen Sohn Telegonos fand.